# Le due facce di Nino D'Angelo: Storia - Core 'e papà
Le due facce di Nino D'Angelo: Storia - Core 'e papà è il settimo album in studio del cantante italiano Nino D'Angelo, prodotto nel 1982 è stato registrato in parte presso la Zeus Record ed in parte presso la Canaria Studio 7 di Napoli. Gli arrangiamenti sono a cura di Augusto Visco.
Il disco, primo doppio album nella storia del cantautore, raccoglie i due LP usciti lo stesso anno coi rispettivi titoli: "Storia", e "Core 'e papà".

## Tracce
Disco 1: Storia
1. Storia – 2:52
2. Stasera Sì Cchiù Bella – 3:27
3. Guagliuncella – 3:55
4. N'Attimo – 3:07
5. Rock And Roll – 3:06
6. Pe Telefono... – 3:34
7. Nun Crescere Cchiù – 2:33
8. A Domani – 3:21
9. 'O Speniello – 3:26
10. Amore Di Giovane Età – 3:15

Durata totale: 32:36
Disco 2: Core 'e papà
1. Core 'E Papà – 3:42
2. Palazziello – 3:15
3. Vattenne Va' – 5:01
4. L'Ammiratrice – 3:28
5. Muri' Pe Tte – 3:33
6. Dedicata A Mammà – 4:32
7. Preghiera Di Una Bimba – 4:38
8. Addò Vaie – 4:00
9. Nun Te Puorte Cchiù – 2:01
10. Napule Primm' E Doppe – 4:03

Durata totale: 38:13